# أم الدم الكاذبة
أم الدم الكاذبة (بالإنجليزية: pseudoaneurysm)‏، والمعروفة أيضًا باسم تمدد الأوعية الدموية الكاذب، هي عبارة عن تجمع من الدم بين الطبقتين الخارجيتين للشريان (الطبقة العضلية، والبرانية). وعادة ما يكون سببها إصابة تخترق الطبقتين الخارجيتين من جدار الوعاء الدموي، فينزف، ويتجمع الدم بين الطبقتين. وقد تكون أم الدم الكاذبة نابضة تشبه تمدد الأوعية الدموية الحقيقي (أم الدم الحقيقية). ينطوي تمدد الأوعية الدموية الحقيقي على ثلاث طبقات من الأوعية الدموية. بينما تحدث أم الدم المسلخة عندما يدخل الدم من تجويف الوعاء الدموي بين الطبقتين الداخليتين (بطانة الشريان، والعضلية). مما قد يسبب انسداد في مسار تدفق الدم. أما الورم الدموي حول الأوعية هو تجمع من الدم من الخارج حول طبقات الوعاء الدموي الثلاثة (البرانية، والعضلية، وبطانة الشريان). ويمكن أيضًا أن يكون ذلك الورم الدموي نابضًا نتيجة كونه قريبًا من الوعاء الدموي، ويمكن أن يختلط في التشخيص مع أم الدم الكاذبة، أو الحقيقية.
قد تحدث أم الدم الكاذبة في الشريان الفخذي كمضاعفات في 8٪ من الإجراءات التدخلية الوعائية. يمكن أن يتخثر الدم في أم الدم الكاذبة الصغيرة بشكل تلقائي، في حين أن البعض الآخر قد يحتاج إلى علاج نهائي.
قد تحدث أم الدم الكاذبة أيضًا في إحدى غرف القلب بعد تلف عضلة القلب بسبب نقص التروية أو رضة. وتعتبر أم الدم الكاذبة التي تحدث في البطين الأيسر واحدة من المضاعفات القاتلة المحتملة الناتجة من احتشاء عضلة القلب.

## الأعراض
عادة ما تظهر أم الدم الكاذبة على شكل كتلة مؤلمة، ونابضة. ويكون الجلد المغطي أحيانًا أحمر اللون. لذا يمكن أحيانًا الخلط بينها وبين الخراج. وقد يذكر المريض في تاريخه المرضي القسطرة أو التعرض لرضة، وقد يلاحظ أن الكتلة النابضة تتسع تدريجيًا.

## التشخيص
ينبغي أن يُشتبه في التشخيص إذا كان المريض لديه تاريخ إصابة شريانية. ويشمل ذلك عمل منفذ شرياني للقسطرة (مثل: الشريان الفخذي العام)، أو الرضة الكليلة، أو الرضة المخترقة (مثل: إطلاق النار أو انفجار). يمكن أن تسبب الرضة الكليلة أو المخترقة خلل في جدار الشرايين، مما يؤدي إلى تكون أم الدم الكاذبة. وينبغي أن يشتبه في مثل ذلك المريض الذي لديه تاريخ من هذا القبيل ولديه كتلة مؤلمة، ونابضة في مكان قسطرة أو رضة أنه من الممكن أن تكون تكونت أم دم كاذبة في ذلك المكان. وينبغي تأكيد التشخيص باستخدام الموجات فوق الصوتية دوبلكس، والتي سوف تبين تدفق الدم الشرياني في أم الدم الكاذبة. كما يمكن تشخيص أم الدم الكاذبة عن طريق تصوير الأوعية بالأشعة المقطعية، أو بتصوير الأوعية التقليدي.
من المهم التأكد من التشخيص قبل القيام بأي إجراءات؛ لإن شق وصرف الحالة على أنها خراج بدلا من أنها أم دم كاذبة، يمكن أن يؤدي إلى نزيف واسع النطاق.

## الأماكن
يمكن أن تتكون أم الدم الكاذبة في أي شريان في الجسم. وتعتبر أم الدم الكاذبة التي تحدث مع القسطرة القلبية كبيرة الحجم التي تُجري هذه الأيام، وأم الدم الكاذبة في الشريان الفخذي، والتي تحدث مع الناسور الشرياني الوريدي المستخدم لغسيل الكلى هي الأكثر شيوعًا. كما يمكن أن تحدث في الساقين بعد أيام، أو أشهر، أو حتى سنوات بعد رضة كليلة أو اختراق في الساق.
على الرغم من أن تمدد الأوعية الدموية البطيني الأيسر قد ينطوي على أي جزء من الجدار، إلا أن تمدد الأوعية الدموية في الجدار الجانبي الخلفي غالبًا ما تكون بسبب أم الدم الكاذبة. في المقابل، فإن الموقع الأكثر شيوعًا لتمدد الأوعية الدموية الحقيقي في البطين الأيسر يكون على قمة القلب.
خارج القلب، يمكن أن تحدث أم الدم الكاذبة المرتبطة بالتهاب البنكرياس في العديد من الأوعية البطنية، بما في ذلك الشريان المساريقي العلوي، والشريان البنكرياسي الإثنا عشري، وغيرهم.

## العلاج
توجد العديد من الخيارات لعلاج أم الدم الكاذبة. وبينما كانت الجراحة هي العلاج الرئيسي في الماضي، فإن العديد من خيارات العلاج الأقل إجارة هي التي تحظى بشعبية اليوم.

### الدعامات المغطاة
بما أن أم الدم الكاذبة متصلة مع الشريان من خلال ثقب في الجدار الشرياني، فيمكن وضع الدعامات المغطاة داخل الأوعية الدموية عبر هذا الثقب «لاستبعاده»، أو لمنعه من تلقي تدفق الدم من الشريان. تتكون الدعامات المغطاة من المعدن ويغطيها بولي تيترافلورو إيثيلين أو مادة أخرى تشبه النسيج المعقم. وتظل الدعامات المغطاة في مكانها للأبد، وعندما تظل أم الدم الكاذبة في مكانها دون تدفق مستمر من الدم الشرياني، يتخثر الدم. مزايا هذه التقنية هي أن نسبة نجاحها عالية دون الحاجة إلى جراحة مفتوحة. بينما تشمل المضاعفات هجرة الدعامات المغطاة، واستمرار تسرب الدم إلى أم الدم الكاذبة، وانكسار الدعامة، والعدوى من الدعامة، أو من موقع الإدراج الشرياني.

### الضغط بمجس الموجات فوق الصوتية
الضغط بمجس الموجات فوق الصوتية على عنق أم الدم الكاذبة هو خيار آخر للعلاج. «عنق» أم الدم الكاذبة هي الممر الضيق الذي يتدفق منه الدم من الشريان، إلى الجدار الشرياني، إلى تجويف أم الدم الكاذبة. ويمكن رؤية الشريان، والعنق، وأم الدم الكاذبة بالموجات فوق الصوتية. عادة يتم دفع مجس الموجات فوق الصوتية بقوة ضد جلد المريض لضغط عنق أم الدم الكاذبة لمدة 20 دقيقة. خلال هذا الوقت، يتخثر الدم داخل أم الدم الكاذبة. وبعد إزالة المجس، سيظل الدم متخثرًا بداخلها، ولن تستمر في التوسع. قد يتم إيقاف الإجراء في وقت مبكر بسبب عدم راحة المريض. ويكون أقل نجاحًا إذا كان المريض يعاني من السمنة المفرطة؛ بسبب وجود المزيد من الأنسجة الدهنية بين الجلد وعنق أم الدم الكاذبة. كما أنها تكون أقل نجاحًا إذا كان العنق أوسع، لأنه فرصة تجلط الدم خلال فترة الضغط تكون أقل. وأخيرًا، فإنه أيضًا أقل نجاحًا إذا كان المريض يتناول الأسبرين، أو الوارفارين (الكومادين)، أو أي مضاد تخثر آخر؛ لأن هذه الأدوية تمنع تخثر الدم داخل أم الدم الكاذبة. أما المزايا فهي أن هذه هي الطريقة الأقل إجارة لوقف تدفق الدم الشرياني إلى أم الدم الكاذبة.

### حقن الثرومبين الموجه بالموجات فوق الصوتية
بالإضافة إلى الدعامات المغطاة، هناك تقنية أخرى مشهورة، وغير جائرة تستخدم اليوم، وهي حقن الثرومبين الموجه بالموجات فوق الصوتية. الثرومبين (عامل IIa في مسار التخثر) هو عامل التخثر الذي يحول الفيبرينوجين إلى فايبرين، الذي يتبلمر بعد ذلك لتكوين جلطة دموية. تحت توجيه الموجات فوق الصوتية، يمكن حقن الثرومبين مباشرة في أم الدم الكاذبة، مما يسبب تجلط الدم فيها. مزايا هذه التقنية أن أداءها سهل نسبيًا، وناجحة، وجائرة بنسبة صغيرة جدًا. ولا يستخدم هذا الإجراء إذا كان هناك ناسور شرياني وريدي (وصلة بين الشريان والوريد)، بالإضافة إلى أم الدم الكاذبة. ويحدث ذلك مع حوالي 10٪ من الحالات. إذا كان ذلك موجودًا، يمكن للثرومبين الذي يتم حقنه في أم الدم الكاذبة أن يدخل إلى الدورة الدموية الوريدية، وربما يؤدي إلى جلطات في أماكن بعيدة.

### الربط الجراحي (مع أو بدون تحويلة بعيدة)
يمكن أيضًا إجراء جراحة مفتوحة لإزالة أم الدم الكاذبة، أو لمنعها من التوسع. إذا كان الشريان صغيرًا و«مستهلكًا» - والأنسجة التي يزودها بالدم بها تدفق دمي جانبي كاف - يمكن ربط الشريان الذي يغذي أم الدم الكاذبة من الناحية القريبة والبعيدة منها على حد سواء. وقد يتم إزالة أم الدم الكاذبة أو لا. أما إذا كانت الأنسجة التي يغذيها الشريان ليس لديها ما يكفي من تدفق دم جانبي (الشريان غير قابل للاستهلاك)، يتم استخدام وريد أو وصلة صناعية لإعادة وصل طرفي الشريان مما يسمح باستمرار تدفق الدم حول أم الدم الكاذبة. مزايا هذه التقنية هي أنها كانت ناجحة في علاج أم الدم الكاذبة لسنوات عديدة. ومع ذلك، فإنها وسيلة جائرة (من الضروري عمل شق كبير في الجلد)، وهناك المزيد من الألم بعد العملية الجراحية، مع خطر حدوث عدوى في الجرح. قد يكون من الأفضل استخدام أحد الخيارات الأقل إجارة في المريض الذي يعاني من العديد من الأمراض الأخرى؛ لأن الجراحة تكون خطر عليه.